# 維格納-埃卡特定理
維格納-埃卡特定理（英語：Wigner–Eckart theorem）為量子力學中表示論的一個定理。
這個定理說明，在角動量本徵態的基底下，
球張量（spherical tensor）算符的矩陣元素可以寫作兩個部分的乘積。
一部分與角動量無關，而另一部分為Clebsch-Gordan係數。
這個定理的名稱來自發展這些計算推導的兩位物理學家：尤金·維格納和卡爾·埃卡特。
他們將薛丁格方程式中的對稱群與能量、動量、角動量的守恆用數學公式連結起來。

維格納-埃卡特定理如下：
{\displaystyle \langle jm|T_{q}^{k}|j'm'\rangle =\langle j||T^{k}||j'\rangle C_{kqj'm'}^{jm}}
當中 {\displaystyle T_{q}^{k}} 是一個 {\displaystyle \!k} 階的球張量，
{\displaystyle |jm\rangle } 和 {\displaystyle |j'm'\rangle } 為總角動量與 z-方向角動量的本徵態。
{\displaystyle \langle j||T^{k}||j'\rangle } 代表一個與量子數 {\displaystyle \!m}、{\displaystyle \!q}無關的值。
{\displaystyle C_{kqj'm'}^{jm}=\langle j'm';kq|jm\rangle } 為Clebsch-Gordan係數。

## 外部連結
- J. J. Sakurai, (1994). "Modern Quantum Mechanics", Addison Wesley, ISBN 0-201-53929-2.
- 埃里克·韦斯坦因. . MathWorld.
- Wigner–Eckart theorem （页面存档备份，存于）
- Tensor Operators （页面存档备份，存于）